# 7. rujna
7. rujna (7. 9.) 250. je dan godine po gregorijanskom kalendaru (251. u prijestupnoj godini).
Do kraja godine ima još 115 dana.

## Događaji
- 1566. – Turci osvojili Siget nakon junačke obrane grada pod vodstvom Nikole Šubića Zrinskog.
- 1812. – Napoleonski ratovi: Francuske snage izvojevale pobjedu nad Rusima u Borodinskoj bitci.
- 1821. – Uspostavljena Republika Velika Kolumbija, na čelu s konkviskatorom Simónom Bolívarom.
- 1850. – Gradec, Kaptol i okolna naselja carskim patentom cara Franje Josipa ujedinjeni su u jedinstveni grad Zagreb.[1]
- 1876. – U Osijeku utemeljeno Društvo za regulaciju rijeke Vuke s biskupom Strossmayerom na čelu.[2]
- 1922. – Osnovana Latvijska banka u glavnom gradu Latvije, Rigi.
- 1991. – Utemeljena 119. brigada HV, Pula.
- 1991. – Osnovana Antiteroristička jedinica Lučko (ATJ Lučko)
- 2010. – Napad pripadnika Boko Harama na zatvor u Bauchiju u saveznoj državi Borno na sjeveru Nigerije.[3][4] (Vidi: Napad na zatvor u Bauchiju 2010.)
- 2017. – U Poljskoj održana molitvena inicijativa »Krunica na granicama«.

| - 1533. – Elizabeta I., engleska kraljica († 1603.) - 1930. – Baudouin od Belgije, belgijski kralj († 1993.) - 1936. – Buddy Holly, američki pjevač, kantautor i pionir rock and rolla († 1959.) - 1955. – Mira Furlan, hrvatsko-američka filmska, kazališna i TV glumica († 2021.) - 1965. – Darko Pančev, makedonski nogometaš - 1968. – Marcel Desailly, francuski nogometaš ganskog porijekla - 1984. – Vjera Zvonarjeva, ruska tenisačica - 1985. – Aljona Lanskaja, bjeloruska pjevačica - 1996. – Donovan Mitchell, američki profesionalni košarkaš | - 1566. – Sulejman I., osmanski sultan (* 1494.) - 1566. – Nikola Šubić Zrinski, jedan od najvećih i najslavnijih velikana hrvatske povijesti (* 1508.) - 1619. – Sveti Marko Križevčanin, hrvatski svetac (* 1588.) - 1907. – Sully Prudhomme, francuski književnik (* 1839.) - 1944. – Marko Došen, hrvatski političar († 1859.) - 1967. – Ivana Fišer, prva hrvatska dirigentica (* 1905.) - 1978. – Grga Novak, hrvatski povjesničar i arheolog (* 1888.) - 1984. – Josif Slipij, ukrajinski grkokatolički kardinal († 1984.) - 2008. – Dino Dvornik, hrvatski pjevač (* 1964.) - 2018. – Drago Grdenić, hrvatski akademik i kemičar (* 1919.) - 2021. – Blaženka Milić, hrvatska operna pjevačica (* 1939.) |

## Blagdani i spomendani
- Sveti Marko Križevčanin
- Dan hrvatskih voda[2]

## Imendani
- Regina

## Vanjske poveznice
|  | Zajednički poslužitelj ima još gradiva o temi 7. rujna |